# Heinz Guderian
Heinz Wilhelm Guderian, född 17 juni 1888 i Kulm, Västpreussen, död 14 maj 1954 i Schwangau bei Füssen, Bayern, var en tysk generalöverste (19 juli 1940). Guderian var en av Nazitysklands främsta pansargeneraler och 1939 tilldelades han Riddarkorset. I andra världskrigets slutskede var han en kort tid chef för den tyska arméstaben.

## Första världskriget
Guderian utexaminerades 1907, efter sex års studier vid militärakademien i Berlin. Sin officersutnämning som fänrik och första befäl fick han vid 10:e jägarbataljonen, där bataljonschefen var Friedrich Guderian, hans far. Efter genomförd krigsskola i Metz, utnämndes han 1908 till underlöjtnant och återvände till 10:e jägarbataljonen. År 1911 träffade han Margarete Goerne och avsåg att gifta sig med henne. Friedrich Guderian ansåg dock sonen vara för ung och lät skicka honom på utbildning hos 3:e telegrafbataljonen. Fram till första världskriget tjänstgjorde Guderian vid Krigsakademiens stabsutbildning. I november 1914 utnämndes han till löjtnant och ett år senare till kapten.
Under första världskriget deltog Guderian på flera frontavsnitt på västfronten. Han förde befäl över en sambandsenhet och tvingades vid några tillfällen att slå sig ur sina positioner med denna, men han var aldrig inblandad i något slag och han förde aldrig befäl över en stridande enhet. Han förärades dock järnkorset av första och andra graden. Under första världskriget ansåg han vid ett tillfälle att hans divisionschef fattat ett felaktigt beslut och var oförmögen att föra befäl. Guderian nöjde sig inte med att konstatera detta utan skrev en rapport. Detta kunde ha lett till ett abrupt slut för en lysande officer om inte divisionschefen i samband med detta fattat ett felaktigt beslut som kom till de överordnades kännedom och han avsattes.
Under 1918 fick Guderian möjlighet att prövas som taktisk officer under en utbildning. Hans förmåga att snabbt analysera en taktisk situation, fatta ett beslut och genomdriva detsamma, ofta med okonventionella metoder och djärva rörelser och förbandssammansättningar, imponerade djupt på lärarna. Som ett resultat av detta fick han förflyttning till arméledningens generalstab där han kom att bli den yngste officeren.

## Mellankrigstiden
Efter kriget fick han tjänstgöra i Reichswehr, nu endast bestående av 100 000 man efter Versaillesfreden 1919. Guderian fortsatte sina taktiska diskussioner och utvecklade taktiska idéer. Han skrev och publicerade artiklar om taktik och motorisering. Han fick också befälet över en så kallad motoriserad enhet, det vill säga en enhet försedd med motorcyklar, bilar och lastbilar. År 1927 utnämndes han till major. Med okuvlig energi sökte han och läste allt han fann kring taktik, motorisering och den framväxande pansartekniken.
Han talade engelska och franska flytande. I sin vilja att lära sig själv och sprida kunskapen om den nya taktiken och tekniken översatte han och publicerade verk av Basil Liddell Hart och J.F.C. Fuller. När han försåg sina lastbilar med trätorn, kanonattrapper och handeldvapen började hans överordnade att protestera av rädsla för att det skulle uppfattas som ett brott mot Versaillesfreden. År 1929 gjorde han studiebesök hos svenska förband som var utrustade med stridsvagnar. Han besökte också ryska stridsvagnsförband och den ryska stridsvagnsutvecklingsenheten i Kazan. Under dessa besök fick han vänner såväl i Sverige som i Ryssland. I februari 1931 blev Guderian utnämnd till överstelöjtnant och tjänstgjorde som inspektör för de motoriserade förbanden samt som taktiklärare vid Krigsakademien. År 1933 utnämndes han till överste.
Han fortsatte oavbrutet att skriva och studera motorisering och mekanisering. Han utvecklade idéer kring vikten av rörelsen på slagfältet. Hur rörelsen kunde kompensera ett svagt skydd. Hur fienden skulle paralyseras av att snabbt få in väl koordinerade förband på djupet av sin gruppering i samverkan med flyg som skulle angripa försörjningslinjerna. År 1937 publicerade Guderian skriften Achtung–Panzer! som fick stort inflytande på västerländsk armétaktik och framför allt utgjorde grunden för blixtkriget. Han nöjde sig inte med att teoretisera och praktisera taktik. Han hjälpte handgripligen till att lösa tekniska problem i produktionen av stridsvagnar.
När Adolf Hitler efter sitt makttillträde 1933 besökte Guderians övningar blev han lyrisk. I princip omgående efter besöket bröt han Versaillesfreden genom att införa allmän värnplikt. Han beordrade också uppsättningen av tre pansardivisioner och utnämnde Guderian till chef för Andra pansardivisionen. Kort därefter utnämndes Guderian till generalmajor för att bara 18 månader därefter till generallöjtnant och chef för 16:e armékåren.
I sin roll som chef för 16:e armékåren var det han som utgjorde täten vid ”Anschluss” samt vid invasionen av Sudetenland 1938. Efter dessa två tämligen raska segrar utnämndes han till general av pansartrupperna den 1 november 1938 och fick befälet över arméns samtliga motoriserade och mekaniserade förband. I den rollen fick han det fulla ansvaret för taktik, teknik, rekrytering, utbildning och övning av det framväxande Wehrmachts samtliga motoriserade och mekaniserade förband. Inspirerade och uppmuntrade av bland annat Guderian skolades en generation av officerare, befäl och manskap som hade en helt ny uppfattning om vad mekanisering innebar. Resultatet var de tyska pansardivisionerna vars effektivitet och militära överlägsenhet står helt oomtvistad bland taktiker och militärhistoriker än idag.

## Blixtkrig 1939–1940
Vid invasionen av Polen 1939 förde Guderian befälet över 19:e armekåren och erhöll Järnkorset av första och andra graden än en gång samt förlänades även Riddarkorset.
Vid invasionen av Frankrike 1940 kunde Guderian konstatera att hans envetna studier och skrivande burit frukt. Planen som invasionen byggde på kallades Mansteinplanen och hade skapats med utgångspunkt från Guderians idéer av Erich von Manstein. På denna plan applicerade Guderian blixtkrigidéerna och tillämpade dessa med stor energi. För att kunna göra detta bröt han ibland mot givna order, drev sitt manskap och sina förband hårt framåt och lät sig inte hejdas av franskt motstånd, utan drev sina förband in på djupet av de franska linjerna. Han tillfångatog franska staber och skar av de franska förbindelserna vilket ledde till att stora delar av den franska fronten stod utan förbindelser till den operativa ledningen. Detta skedde trots att Tyskland förfogade över färre stridsvagnar än Frankrike.
När Guderians förband nådde Engelska kanalen skapades Pansargrupp Guderian som hade till uppgift att skära av Maginotlinjen. Guderian hade stor tilltro bland sina befäl och manskap på grund av de stora framgångarna. Från denna tidpunkt målades ett stort G på alla fordon i förbandet. Guderian befordrades till generalöverste den 19 juli 1940.

## Operation Barbarossa 1941
Strax innan Operation Barbarossa den 22 juni 1941 blev Guderian befälhavare över Panzergruppe 2. Tidigt under operationen dekorerades Guderian med riddarkorset med eklöv. Guderian förde med stor framgång befälet över sin pansargrupp under Operation Barbarossa och deltog i flera stora framgångsrika inringningsoperationer mot Röda Armén. Guderian befann sig på ständig kollisionskurs med sin chef Hans Günther von Kluge, som förordade en mer försiktig strategi. Efter kontroverser med Hitler i samband med slaget om Moskva vintern 1941–1942 avsattes Guderian.

## Generalsinpektör för pansartrupperna 1943–1944
Efter katastrofen vid Stalingrad togs Guderian åter till nåder och blev utnämnd till generalinspektör för pansartrupperna. Han blev snabbt förtrogen med Albert Speer, och tillsammans lyckades de öka produktionen av pansarfordon både i volym och kvalitet. Guderian lade sedvanlig energi på att resa runt till fabriker, försöksanläggningar, testanläggningar och förband.

## Generalstabschef 1944–1945
Till följd av utrensningarna efter 20 juli-attentatet mot Adolf Hitler 1944 utnämndes Guderian till chef för arméstaben. Det ska dock inte ha varit någon position som passade Guderian. Efter en mycket irriterad diskussion med Hitler blev Guderian avsatt i mars 1945.
Guderian överlämnade sig till amerikanska förband i maj 1945 och blev krigsfånge. Ryssarna ville ställa Guderian inför rätta för krigsförbrytelser, men detta vägrade västmakterna. Han släpptes ur fångenskapen 1948, och under de följande åren fortsatte han publicera skrifter och artiklar kring sina idéer. Heinz Guderian avled den 14 maj 1954.
Guderian hade 1937 gett ut den militärstrategiska boken Achtung – Panzer!, och publicerade 1951 memoarboken Erinnerungen eines Soldaten.
Västerländsk militärlitteratur har efter kriget mer eller mindre hyllat Heinz Guderian såsom skapare av blixtkriget. Det råder ingen tvekan om att han var mycket skicklig och energisk, men som person var han förmodligen ganska ofta svår att samarbeta med. Hans memoarer har fått mycket stor spridning och används ofta som källa inom militär litteratur men man bör komma ihåg att det är Guderians egen version av krigshändelserna som återges, vilket inte nödvändigtvis alltid är objektivt återgivet.

## Citat
- Es gibt keine verzweifelten Lagen, es gibt nur verzweifelte Menschen. "Det finns inga förtvivlade lägen, bara förtvivlade människor".